# Burg Rabenau
Die Burg Rabenau ist die Ruine einer Spornburg auf einem 280 m ü. HN hohen Felssporn über dem Oelsabachtal in Rabenau im Landkreis Sächsische Schweiz-Osterzgebirge in Sachsen.

## Geschichte
Eine Bestätigung, dass die Gründung der Burg in die Anfangszeit des hiesigen Bergbaus auf die Ritter von Theler, zurückgeht, fehlt. Vermutlich ging die Gründung der Herrschaft Rabenau kurz vor bzw. um 1200 von ihrer Burg Kaitz aus.
1227 kam die Burg durch Kauf an die Burggrafen von Dohna, welche diese als Grenzfeste ihres Herrschaftsgebietes nutzten. Lehnsleute der Dohna auf der Burg waren die 1235 hier erwähnten Herren von Rabenau. Die Burg wurde 1399 im Zuge der Dohnaischen Fehde von Markgrafen Wilhelm I. von Meißen erobert und 1402 zerstört. Sie verlor ihre strategische Bedeutung, verfiel allmählich, und im 19. Jahrhundert wurden ihre Reste bis auf die gotische Pforte von 1560 abgetragen.
Die Burg bestand aus einer Hauptburg, welche durch einen Graben von der Vorburg getrennt wurde. Auch die Vorburg war durch den äußeren Halsgraben von der Stadt getrennt.
Katharina von Miltitz, die Hofmeisterin der Gattin von Kurfürst Friedrich, bekam die Burg im Jahre 1454.
Ab 1569 wurden die ehemaligen Stallungen der Vorburg zum Vorwerk ausgebaut und später als Freigut genutzt.
Am 12. Juni 1668 übernahm der kursächsische Kammerdiener Johann Michael Knaust nach dem Tod der Christiane Rabin das Vorwerk Rabenau.
Eine im 13. Jh. errichtete Burgkapelle, die dem Heiligen St. Ägidius geweiht war, wurde ab 1488 durch eine neue Kapelle am heutigen Kirchenstandort ersetzt und demselben Heiligen geweiht.
In der Kirche Rabenau des Ortes befindet sich der Grabstein des 1559 verstorbenen Caspar, Sohn des Burgherren Heinrich von Miltitz.
Zur Befestigung gehörte nach Westen das Vorwerk Eckersdorf, nach Süden das Vorwerk Oelsa (Kleinoelsa) und nach Osten das Vorwerk Obernaundorf (Naundorf).
Auf dem Burgberg entstand die 1869/70 gegründete Stuhlfabrik der Sächsischen Holzindustriegesellschaft, aus welcher sich die heute ansässige Polstermöbelfabrik (Polstermöbel Oelsa GmbH) entwickelte. Im ehemaligen Vorwerk der Burg befindet sich seit 1979 das 1922 gegründete Stuhlbau- und Heimatmuseum der Stadt Rabenau, das heutige Deutsche Stuhlbaumuseum.

## Besitzer der Burg
- 1227 Burggrafen von Dohna (1235 Lehnsmann Burchard de Rabenowe)
- 1300 Burggraf Otto der III und seine Gemahlin Gertrudis von Dohna
- 1347 Burggraf Otto von Dohna der Jüngere
- 1366 Burggraf Jaschko (Jeschke) von Dohna
- 1399 Markgraf Wilhelm I. von Meißen
- 1454 Katharina von Miltitz
- 1501 Sigismund von Miltitz der Ältere
- 1533 Johann Heinrich von Miltitz der Jüngere
- 1565 Kurfürst August von Sachsen

## Besitzer des Vorwerks/Freiguts Rabenau
- 1569 Matthias Hopfenberger[4]
- 1579 M. Caspar Schober
- 1620 Martin Künzelmann
- 1621 Ursula von Maltitz
- 1627 Anna von Schlichting
- 1630 Georg Seiffert
- 1638 Christiane Rabin
- 1668 Johann Michael Knaust
- 1713 Johann Weiß Koths
- 1722 Cajus Rudolph von Spohr auf Wittnitz und Sophia Dorothea Weißtoth(in)
- 1749 Dorothea Friederike Gerbe geborene Nohr
- 1767 Dorothea Christiane d'Anselme
- 1782 Johann Samuel Gebhardt
- 1787 Heinrich Gottlieb Neitzsch
- 1792 Philippine Amalie von Helbig
- 1833 Theodore Amalie von Baumann, geb. Querfurth
- 1844 Gustav Rudolf Martin
- 1845 Friedrich Hermann von Kirchmann